# Discografia degli Ska-P
Questa pagina comprende l'intera discografia del gruppo spagnolo ska Ska-P.

## Album in studio
- Ska-P - 1994
- El vals del obrero - 1996
- Eurosis - 1998
- Planeta Eskoria - 2001
- ¡¡Que corra la voz!! - 2002
- Lágrimas y gozos - 2008 (ottobre 2008)
- 99% - 2013
- Game Over - 2018

## Album dal vivo
- Incontrolable (CD+DVD) - 2004
- En concierto (solo Francia) - 2000

## Singoli
- Cannabis - 1996
- Ñapa es - 1998
- Paramilitar - 1998
- Planeta Eskoria - 2000
- Derecho de admisión - 2000
- Crimen sollicitationis - 2008
- Se acabó - 2013

## Altro

### Tributi
- Mano Negra illegal (Señor Matanza) - 2001 (album, tributo a Mano Negra)
- Agradecidos... Rosendo (Navegando) - 1997 (album, tributo a Rosendo)
- Eurosis (Juan Sin Tierra) - 1998 (album, tributo a Víctor Jara)